# Psalmi
Psalmi (hebr Tehilim, תהילים, ili „molitve”; grč. psalmoi) su zbirka himana, zahvala i molbi upućenih Bogu u stihovima u obliku knjige koja je sastavni dio Biblije, odnosno Starog zavjeta. Knjiga psalama najveća je pojedinačna biblijska knjiga, sa 150 pjesama različite tematike i motivike. Psalmima su se Židovi služili kao pjesmaricom, uglazbljenima i pripremljenima za javno štovanje Boga u Jeruzalemskom hramu, tijekom hramskog bogoslužja ili u osobnoj molitvi, često uz pratnju različitih glazbala (harfa, lira, citra i dr.). Sastavni su dio Službe Riječi na svakoj svetoj misi i svakodnevne molitve Časoslova (Psaltir) u Katoličkoj Crkvi.

## Autorstvo
Mnogi psalmi imaju naslove, ili natpise, i oni često imenuju pisca. U 73 naslova nalazi se Davidovo ime. Psalme 2, 72 i 95 također je vjerojatno Davidovi. Osim toga, izgleda da su Psalmi 10 i 71 nastavci Psalma 9 odnosno 70 i stoga ih je mogao napisati David. Dvanaest psalama je pripisano Azafu, vjerojatno označavajući Azafovu kuću. Psalam 43 je nastavak Psalma 42 i stoga se može pripisati Korahovim sinovima. Osim što spominje sinove Korahove, Psalam 88 u svom natpisu ukazuje na Hemana, a Psalam 89 imenuje Etana kao pisca. Psalam 90 pripisan je Mojsiju, Psalam 91 vjerojatno je također Mojsijev. Psalam 127 je Salamunov. Dakle preko dvije trećine psalama pripisano je raznim piscima. Njih je kralj David ispjevao kad je bio radostan ili tužan. U nekim od psalama David se kaje za svoje grijehe, u drugima slavi Boga, u trećima proriče dolazak Spasitelja svijeta, tj. Mesije. Tako u jednome od njih opisujući, kao da gleda, Njegovu ljepotu kaže: 
 Psalmi su bili kroz stoljeća, pa i danas, najomiljenije molitve kršćana i Knjiga koja potresa i budi iz duhovne učmalosti najokamenjenije ljudsko srce. 

## Jezik i stil
Psalmi sadrže molitve preklinjanja za milosrđe i pomoć, kao i izraze povjerenja i pouzdanja te zahvale i usklike. Pisani su u semitskom okruženju kao plod židovskih shvaćanja, mentaliteta, života i religije, pjesničkim stilom, s mnoštvom metafora i aluzija na starozavjetne događaje. Kao takvi, podložni su višestrukim i višeslojnim tumačenjima. Crkveni oci pisali su komentare Psalama i tumačili ih u kristološkom ključu. S obzirom na to da su bili okosnica karolinškoga školskog sustava u srednjem vijeku, imali su važnu ulogu u kulturnoj povijesti Europe i europskoj književnosti, slično poput Homerovih epova u starorimskoj kulturi. Očuvani su brojni srednjovjekovni rukopisi psaltira, često ukrašeni i oslikani iluminacijama.

## Podjela
Kanonski, ima 150 psalama, koji su podijeljeni u pet knjiga. Ostali postojeći psalmi su Psalam 151, Psalam 152, Psalam 153, Psalam 154 i Psalam 155, a postoji čak 10 glavnih vrsta psalama, od kojih je Psalam 151 prihvaćen među pravoslavcima.
Po Crkvenoj tradiciji, Psalmi 6, 32, 38, 51, 102, 130 i 143 nazivaju se zajedno i „pokorničkim psalmima” te se mole i razmatraju kao poseban oblik pobožnosti.
| Hebrejski psalmi | Grčki psalmi |
| ---------------- | ------------ |
| 1–8              |              |
| 9–10             | 9            |
| 11–113           | 10–112       |
| 114–115          | 113          |
| 116              | 114–115      |
| 117–146          | 116–145      |
| 147              | 146–147      |
| 148–150          |              |

## Psalmi u islamu
U islamu se psalmi nazivaju Zebúr, odnosno Psalmi Davudovi. Smatraju se jednom od četiri velike objave, pored Tevrata (Tore), Indžila i Kurana. Kao takvi, smatraju se govorom Alahovim objavljenim Davudu (Davidu), a ne govorom Davidovim. Međutim, ne koriste se u islamskoj teologiji i bogoštovlju, zbog toga što ih islam smatra iskrivljenima i obezvrijeđenima od strane Židova.

## Psalmi u hrvatskom jeziku
Psalmi u hrvatskim inačicama
Gradišćanskohrvatski:
Psalam 118 (117)
Hvalite Gospodina, ar je dobar, ar je vječna ljubav njegova.
Da je dobar, neka sad Izrael pejva, ar je vječna ljubav njegova.
Desnica božja snagu pokaže, desnica božja se zdigne, desnica božja snagu pokaže.
Ne ću umriti hoću i pripovidati djela božja.
Kamen, ki ih od zidarov odbačen, postao je nugaljni kamen.
To je Gospodinovo djelo: Kakovo čudo u naši očima!
Kajkavski: (Prijevodi Ignaca Kristijanovića)
Sholtar 43,1-9
K-konczu, za podvuchanye Korevem szinom
Bose z-vuhi nashem chuli jeszmo: otczi nashi nazveztiliszu nam delo, kojeszi v-dnevih nyihoveh, y v-dnevih ztavinskeh chinil.
Ruka tvoja je narode zaterla, terszi nye otcze nashe zaszadil trapilszi puke ter nye iztiral.
Ar oni zemlyu naszu z-mechom szvojem predobili: niti moch nyihova je nyim pomogala
Nego desznicza tvoja, y rame tvoje, y tvoj miloszerden pogled: pokehdob'h szi nad nyimi dopadnozt imel.
Tiszi takaj szam moj kraly, y moj Bog: koi zapovedash, dasze Jakopu pomase.
Z pomochjum tvojum budemo nepriatele nashe kakti z-rogom razmetali: y vu imenu tvojem budemo one, kojisze proti nam podiseju, zametali.
Arsze nebudem zanashal na luk moj: y mech moj nebudemi pomagal.
Arszi nasz reshil od oneh, koji nasz trapiju vel ztischeju: a one, koji nasz pdurjavaju jeszi oszramotil.
Z-Bogom hochemosze vszaki den hvaliti; y imenu tvojemu vekivechno hvalu zpevati.
Prijevodi Antuna Vranića
Soltar 102,1-10
Za Davida szamoga.
Blagoſzlivlyaj Dúſſa moja Gozpona: y vſza koja vu meni jeſzu, szvéto Ime nyegovo.
Blagoſzlivlyaj Dúſſa moja Gozpona: y nezábiſze iz vſzeh dobrochinztvih nyegoveh.
Koj ſze szmiluje vſzem Prégreſſkam tvojem, koj ozdravlya vſze Bolezti tvoje.
Koj oſzlobadya od Pogublénya Duſſu tvoju, koj Te z-miloſzérdnoztjum koruni y Pomiluványem.
Koj ti z-Dobrim izpuni selyu tvoju: kakti Orel pomladilſze budes.
Vchini Gozpon Miloſzerdnozt, y Praviczu: vſzem koji Kriviczu podnáſſaju.
Ochituval je Púte szvoje Mojſeſſu: szinom Izrael... vólyu szvoju.
Miloztiven je. Gozpon y Miloſzérden: dugo terplyiv, y vnogo miloſzérden.
Nebudeſze neztánoma szerdit, niti na véke nagrſal.
Ni nam vchinil poleg Grehov naſſeh: niti nam je poleg zloch naſſeh povernul.

## Vanjske poveznice
|  | Zajednički poslužitelj ima još gradiva o temi Psaltiri |